# Je peux entendre l'océan
Pour les articles homonymes, voir Umi.
Je peux entendre l'océan (海がきこえる, Umi ga kikoeru) est un téléfilm d'animation de Tomomi Mochizuki produit en 1993 par le Studio Ghibli. C'est une adaptation du roman du même nom de Saeko Himuro, publié entre février 1990 et janvier 1992 dans le magazine Animage.
Le studio Ghibli a par la suite internationalisé le titre de l'œuvre en Ocean Waves.

## Synopsis
À la suite du divorce de ses parents, Rikako Muto, lycéenne originaire de Tokyo, suit à regrets sa mère qui vient s'établir à Kōchi. Elle arrive en cours d'année scolaire.
Dès son arrivée, elle est remarquée par Yutaka Matsuno qui la présente à son meilleur ami, Taku Morisaki. L'ambiance méridionale et provinciale de Kōchi est très différente de Tokyo et Rikako a du mal à s'intégrer dans sa classe.

## Personnages
Taku Morisaki (杜崎拓, Morisaki Taku)
Personnage principal. Taku, qui a besoin d'argent pour financer un voyage scolaire prévu à Hawaï, travaille à mi-temps dans un restaurant, mettant en jeu ses résultats scolaires et suscitant la désapprobation de ses professeurs.
Yutaka Matsuno (松野豊, Matsuno Yataka)
Ami de Taku et son rival face à Rikako. Yutaka et Taku sont devenus amis lorsqu'ils ont tous deux exprimé publiquement leur désaccord avec la direction de leur lycée à propos de l'annulation d'un voyage scolaire au prétexte de la baisse du niveau de l'établissement.
Rikako Muto (武藤里伽子, Muto Rikako)
Originaire de Tokyo, elle est transférée en cours d'année dans le lycée de Taku et Yutaka. Excellente élève et bonne joueuse de tennis, elle se fait vite remarquer ; mais elle a du mal à se sentir chez elle dans son nouvel environnement, ce qui provoque des frictions avec ses camarades de classe et entraîne Taku dans des péripéties inattendues.
Yumi Kohama (小浜裕実, Kohama Yumi)
L'amie la plus proche de Rikako à Kōchi.
Akiko Shimizu (清水明子, Shimizu Akiko)
Présidente de l'association des lycéens.
Okada (岡田)
Ex-petit ami de Rikako. Lors de son voyage à Tokyo, celle-ci lui donne rendez-vous dans un restaurant près de son hôtel. Mais elle est déçue d'apprendre qu'il a commencé à fréquenter sa meilleure amie peu après son départ pour Kōchi. Elle appelle alors Taku pour lui demander de venir la sortir de cette situation.
Tadashi Yamao (山尾忠志, Yamao Tadashi)
Ami de Taku, il est amoureux de Yumi. Il confessera bruyamment ses sentiments lors de la réunion des anciens élèves du lycée, juste avant l'arrivée de Yumi, à la suite de quoi il s'effondrera du fait d'une consommation excessive d'alcool.
Le principal du lycée
Doublé en japonais par Takeshi Watabe, qui a également été l'instructeur des seiyū pour retranscrire l'accent de Kōchi.

## Fiche technique
- Titre original : 海がきこえる (Umi ga kikoeru)

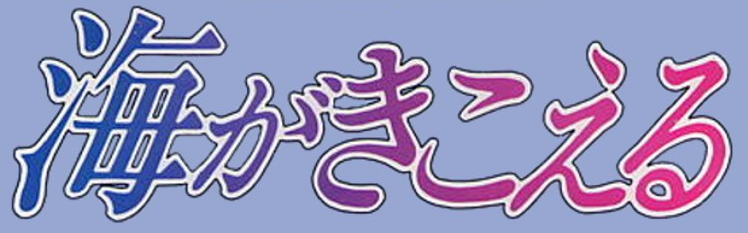
Logo japonais du film.

- Titre français : Je peux entendre l'océan
- Titre anglais officiel : Ocean Waves
- Titre anglais alternatif : I Can Hear the Sea
- Œuvre originale : Saeko Himuro
- Réalisateur : Tomomi Mochizuki
- Scénario : Kaori Nakamura (le pseudo de Keiko Niwa)
- Dessin des personnages et directeur de l'animation : Katsuya Kondō
- Directeur du son : Yasuo Urakami
- Directeur artistique : Naoya Tanaka
- Musique : Shigeru Nagata
- Sortie : 1993
- Durée : 72 min

## Distribution
|                | Voix japonaises   | Voix françaises       |
| -------------- | ----------------- | --------------------- |
| Taku Morisaki  | Nobuo Tubita      | Adrien Larmande       |
| Yutaka Matsuno | Toshihiko Seki    | Martin Faliu          |
| Rikako Muto    | Yōko Sakamoto     | Adeline Chetail       |
| Yumi Kohama    | Kae Araki         | Lila Lacombe          |
| Akiko Shimizu  | Yuri Amano        | Céline Legendre-Herda |
| Okada          | Jun'ichi Kanemaru | Jonathan Gimbord      |
| Tadashi Yamao  | Hikaru Midorikawa | Benoît Cauden         |

Note : Le film n'a été doublé en français qu'en 2019 par Netflix.